# Liste des chefs d'État libyens
Cette page dresse la liste des chefs d'État libyens depuis l'indépendance du pays en 1951.

## Histoire
Après la période sous tutelle britannique, la Libye, devenue indépendante, a successivement été une monarchie constitutionnelle entre 1951 et 1969, puis une République (dite officiellement République arabe libyenne) avant de prendre en 1977 le nom officiel de Jamahiriya arabe libyenne populaire et socialiste, puis de Grande Jamahiriya arabe libyenne populaire et socialiste (Jamahiriya arabe libyenne constituant la forme courte officielle). La Jamahiriya était une forme de gouvernement officiellement basée sur la démocratie directe. En 2011, le Conseil national de transition a défini la Libye comme un « État démocratique indépendant ».
L'État libyen a eu plusieurs noms officiels :
- 1951-1963 : royaume uni de Libye, à partir du 24 décembre 1951
- 1963-1969 : royaume de Libye, à partir du 25 avril 1963
- 1969-1977 : république arabe libyenne, à partir du 1er septembre 1969
- 1977-1986 : Jamahiriya arabe libyenne populaire socialiste, à partir du 2 mars 1977
- 1986-2011 : Grande Jamahiriya arabe libyenne populaire socialiste, à partir de 1986
- 2011-2013 : Libye[2], à partir du 5 mars 2011
- Depuis 2013 : État de Libye (appellation provisoire), à partir du 8 janvier 2013

## Royaume de Libye
| Nom       | Début du règne   | Fin du règne       |
| --------- | ---------------- | ------------------ |
| Idris Ier | 24 décembre 1951 | 1er septembre 1969 |

## Régime de Kadhafi
À partir de 1977, la position de chef de l'État est détenue par le secrétaire général du Congrès général du peuple, parlement monocaméral dont les membres, secrétaires des Congrès populaires, de base sont désignés. 
Dans la réalité, sans détenir officiellement le titre de chef de l'État, le colonel Mouammar Kadhafi est considéré comme ayant été sans interruption, de 1969 au 2 mars 1977, le dirigeant de jure puis de facto de la Libye ; il porte à partir de 1980 le titre de Guide de la Révolution, qui ne correspond à aucune fonction définie dans les textes officiels.
| Nom              | Début des fonctions | Fin des fonctions |
| ---------------- | ------------------- | ----------------- |
| Mouammar Kadhafi | 1er septembre 1969  | 2 mars 1977       |

| Nom                           | Début des fonctions | Fin des fonctions | Notes |
| ----------------------------- | ------------------- | ----------------- | --- |
| Mouammar Kadhafi              | 2 mars 1977         | 2 mars 1979       | Mouammar Kadhafi est « guide de la révolution » et « dirigeant de fait » de la Jamahiriya arabe libyenne. Il est chef de l'Etat de facto de 1969 à 2011. |
| Abdul Ati al-Obeidi (en)      | 2 mars 1979         | 7 janvier 1981    | Mouammar Kadhafi est « guide de la révolution » et « dirigeant de fait » de la Jamahiriya arabe libyenne. Il est chef de l'Etat de facto de 1969 à 2011. |
| Mohammed az-Zarouk Rajab      | 7 janvier 1981      | 15 février 1984   | Mouammar Kadhafi est « guide de la révolution » et « dirigeant de fait » de la Jamahiriya arabe libyenne. Il est chef de l'Etat de facto de 1969 à 2011. |
| Miftah al-Osta Omar           | 15 février 1984     | 7 octobre 1990    | Mouammar Kadhafi est « guide de la révolution » et « dirigeant de fait » de la Jamahiriya arabe libyenne. Il est chef de l'Etat de facto de 1969 à 2011. |
| Abdul Razzaq as-Sawsa         | 7 octobre 1990      | 18 janvier 1992   | Mouammar Kadhafi est « guide de la révolution » et « dirigeant de fait » de la Jamahiriya arabe libyenne. Il est chef de l'Etat de facto de 1969 à 2011. |
| Zentani Mohammed az-Zentani   | 18 janvier 1992     | 3 mars 2008       | Mouammar Kadhafi est « guide de la révolution » et « dirigeant de fait » de la Jamahiriya arabe libyenne. Il est chef de l'Etat de facto de 1969 à 2011. |
| Moftah Kaïba                  | 3 mars 2008         | 5 mars 2009       | Mouammar Kadhafi est « guide de la révolution » et « dirigeant de fait » de la Jamahiriya arabe libyenne. Il est chef de l'Etat de facto de 1969 à 2011. |
| Moubarak al-Shamikh           | 5 mars 2009         | 26 janvier 2010   | Mouammar Kadhafi est « guide de la révolution » et « dirigeant de fait » de la Jamahiriya arabe libyenne. Il est chef de l'Etat de facto de 1969 à 2011. |
| Mohammed Abou el-Kassem Zouaï | 26 janvier 2010     | 23 août 2011      | Mouammar Kadhafi est « guide de la révolution » et « dirigeant de fait » de la Jamahiriya arabe libyenne. Il est chef de l'Etat de facto de 1969 à 2011. |

## Régime de transition
Lors de la révolte contre Kadhafi, le Conseil national de transition (CNT) est constitué le 5 mars 2011 pour représenter l'opposition armée à la Jamahiriya, avec Moustafa Abdel Jalil comme président. Une période s'ouvre au cours de laquelle deux autorités rivales se réclament de la légitimité jusqu'au 23 août suivant quand le CNT prend le contrôle de la capitale libyenne. Le nom officiel de la Libye sous le régime du CNT devient simplement « Libye ».
Le 8 août 2012, le Conseil national de transition transmet le pouvoir au Congrès général national, assemblée élue un mois plus tôt. Le rôle de chef de l'État est tenu, dans l'attente de la rédaction d'une Constitution, par le président du CGN. Le 8 janvier 2013, le nom de l'État devient « État de Libye » en attendant de définir le type de régime en place et qu'une constitution soit écrite.
Le 4 août 2014, la Chambre des représentants élue remplace le CGN. Son président est le chef de l'État par intérim.
Depuis le 17 décembre 2015, le pouvoir exécutif est détenu par le Conseil présidentiel mis en place par l'ONU en attente de l'élection d'un chef d'Etat. Le président du Conseil présidentiel est le seul reconnu par la communauté internationale.
| Nom | Nom                         | Période durant laquelle ils sont reconnus | Période durant laquelle ils sont reconnus | Parti       | Titre                                                               | Notes |
| Nom | Nom                         | Début                                     | Fin                                       | Parti       | Titre                                                               | Notes |
| --- | --------------------------- | ----------------------------------------- | ----------------------------------------- | ----------- | ------------------------------------------------------------------- | --- |
|     | Moustapha Abdel Jalil       | 5 mars 2011                               | 8 août 2012                               | Indépendant | Président du Conseil national de transition                         | Chef de l'État de facto à partir du 23 août 2011. |
|     | Mohammed Ali Salim          | 8 août 2012                               | 9 août 2012                               | Indépendant | Président du Congrès général national                               | Doyen (d'âge), assure l'intérim |
|     | Mohamed Youssef el-Megaryef | 9 août 2012                               | 28 mai 2013                               | PFN         | Président du Congrès général national                               | Le 8 janvier 2013, le nom de l'État devient « État de Libye ».                                                                                               |
|     | Giuma Ahmed Atigha          | 28 mai 2013                               | 25 juin 2013                              | PFN         | Président du Congrès général national                               | Vice-président, assure l'intérim |
|     | Nouri Bousahmein            | 25 juin 2013                              | 4 août 2014                               | Indépendant | Président du Congrès général national                               | Reconnu jusqu'à l'élection de la Chambre des représentants. Conteste Abou Bakr Baïra, Aguila Salah Issa puis Fayez el-Sarraj jusqu'au 5 avril 2016.          |
|     | Abou Bakr Baïra             | 4 août 2014                               | 5 août 2014                               | Indépendant | Président de la Chambre des représentants                           | Intérim. Contesté par Nouri Bousahmein. |
|     | Aguila Salah Issa           | 5 août 2014                               | 12 mars 2016                              | Indépendant | Président de la Chambre des représentants                           | Contesté par Nouri Bousahmein jusqu'au 5 avril 2016. Conteste Fayez el-Sarraj depuis le 12 mars 2016.                                                        |
|     | Fayez el-Sarraj             | 12 mars 2016                              | 10 mars 2021                              | Indépendant | Président du Conseil présidentiel du gouvernement d'union nationale | Nommé en vertu des accords de Skhirat. Est contesté par Nouri Bousahmein puis par Aguila Salah Issa. Siège à Tripoli. En exil à Tunis jusqu'au 30 mars 2016. |
|     | Mohammed el-Menfi           | 10 mars 2021                              | en fonction                               | Indépendant | Président du Conseil présidentiel                                   | Nommé lors d'un sommet organisé par l'ONU. |

| Nom               | Période durant laquelle ils contestent le pouvoir reconnu | Période durant laquelle ils contestent le pouvoir reconnu | Titre                                     | Notes |
| Nom               | Début                                                     | Fin                                                       | Titre                                     | Notes |
| ----------------- | --------------------------------------------------------- | --------------------------------------------------------- | ----------------------------------------- | --- |
| Nouri Bousahmein  | 4 août 2014                                               | 5 avril 2016                                              | Président du Congrès général national     | Reconnu jusqu'à l'élection de la Chambre des représentants (2013-2014). Conteste Abou Bakr Baïra, Aguila Salah Issa puis Fayez el-Sarraj. |
| Aguila Salah Issa | 12 mars 2016                                              | 10 mars 2021                                              | Président de la Chambre des représentants | Reconnu jusqu'à l'arrivée de Fayez el-Sarraj puis conteste celui-ci.                                                                      |